# Iron River (Wisconsin)
Iron River es un lugar designado por el censo ubicado en el condado de Bayfield en el estado estadounidense de Wisconsin. En el Censo de 2010 tenía una población de 761 habitantes y una densidad poblacional de 43,39 personas por km².

## Geografía
Iron River se encuentra ubicado en las coordenadas 46°34′46″N 91°24′00″O / 46.57944, -91.40000. Según la Oficina del Censo de los Estados Unidos, Iron River tiene una superficie total de 17.54 km², de la cual 16.17 km² corresponden a tierra firme y (7.77%) 1.36 km² es agua.

## Demografía
Según el censo de 2010, había 761 personas residiendo en Iron River. La densidad de población era de 43,39 hab./km². De los 761 habitantes, Iron River estaba compuesto por el 93.82% blancos, el 0.13% eran afroamericanos, el 3.55% eran amerindios, el 0.13% eran asiáticos, el 0% eran isleños del Pacífico, el 0.13% eran de otras razas y el 2.23% pertenecían a dos o más razas. Del total de la población el 0.79% eran hispanos o latinos de cualquier raza.